# Éparchie de Gornji Karlovac
L'éparchie de Gornji Karlovac (en serbe cyrillique : Епархија горњокарловачка ; en serbe latin : Eparhija gornjokarlovačka) est une circonscription de l'Église orthodoxe serbe. Elle a son siège à Karlovac et, en 2016, elle a à sa tête l'évêque Gerasim.

## Histoire

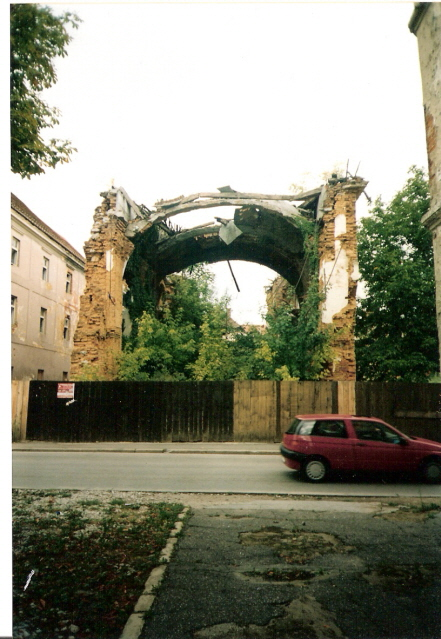
Ruines de la cathédrale Saint-Paul de Karlovac en 2005

### Évêques
1. Atanasije Ljubojević (1688-1712)
2. Danilo Ljubotina (1713- 1739)
3. Pavle Nenadović (1744-1749)
4. Danilo Jakšić (1751-1771)
5. Josif Stojanović (1771-1774)
6. Petar Petrović (1774-1784)
7. Jovan Jovanović (1783-1786)
8. Genadije Dimović (1786-1796)
9. Stevan Avakumović (1798-1801)
10. Petar Jovanović Vidak (1801-1806)
11. Mojsije Mioković (1807-1823)
12. Lukijan Mušicki (1828-1837)
13. Evgenije Jovanović (1839-1854)
14. Sergije Kaćanski (1858-1859)
15. Petar Jovanović (1859-1864)
16. Lukijan Nikolajević (1865-1872)
17. Teofan Živković (1874-1890)
18. Mihailo Grujić (1891-1914)
19. Ilarion Zeremski (1920-1931)
20. Maksimilijan Hajdin (1932-1936)

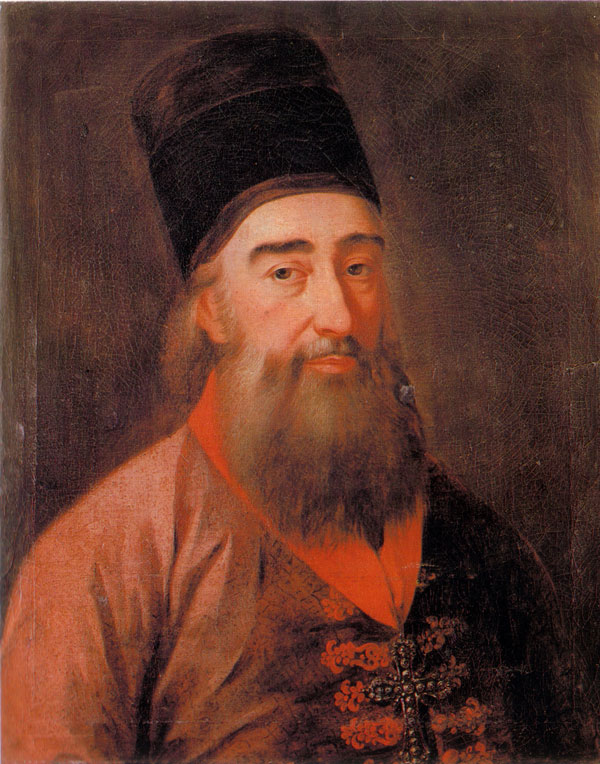
Pavle Nenadović

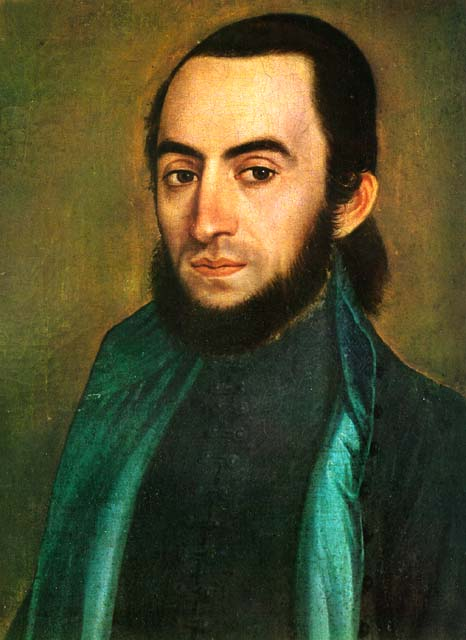
Lukijan Mušicki

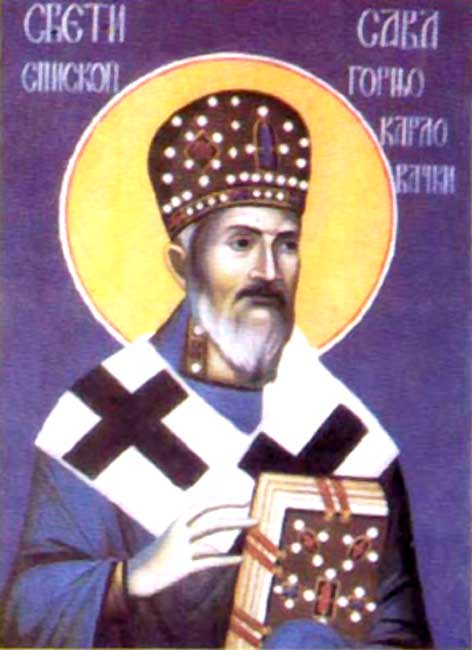
Sava Trlajić (Saint Sava Gornjokarlovački)

21. Sava Trlajić (Saint Sava Gornjokarlovački) (1938-1941)
22. Nikanor Iličić (1947-1951)
23. Simeon Zloković (1951-1990)
24. Nikanor Bogunović (1991-1999)
25. Fotije Sladojević (1999-2004)
26. Gerasim Popović (2004–)

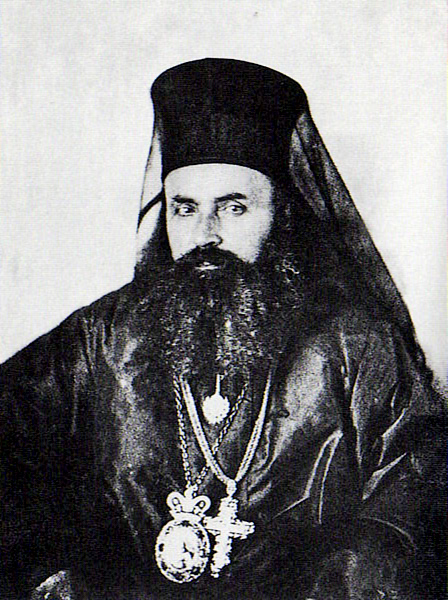
Petar Jovanović
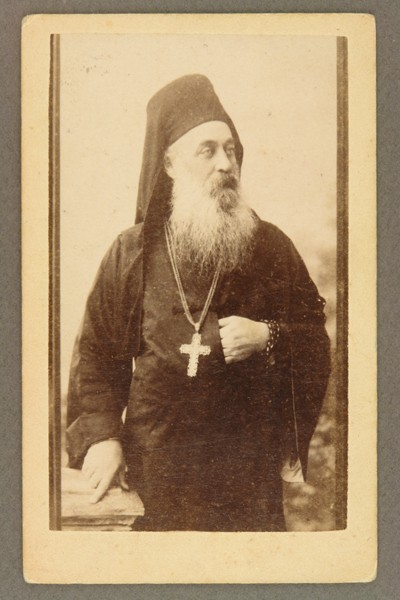
Teofan Živković
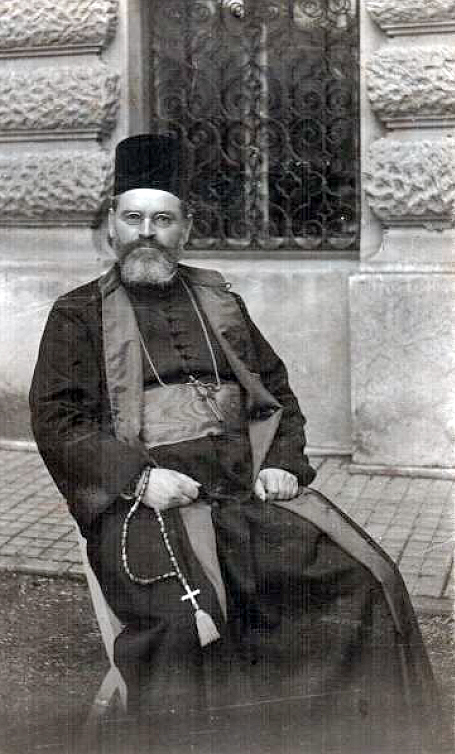
Ilarion Zeremski

## Paroisses
L'éparchie compte 5 archidiaconés (en serbe : arhijerejska namjesništa), chacun divisé en plusieurs paroisses.

### Archidiaconé de Glina
- Bačuga
- Blatuša
- Blinja
- Bović
- Bojna
- Brezovo Polje
- Buzeta
- Vlahović
- Vrginmost
- Glina
- Veliki Gradac
- Mali Gradac
- Dragotina
- Jabukovac
- Kirin
- Donji Klasnić
- Obljaj
- Perna
- Petrinja
- Glinska Poljana
- Majske Poljane
- Slavsko Polje
- Stipan
- Topusko
- Hajtić
- Čemernica
- Veliki Šušnjar

### Archidiaconé de Karlovac
- Buvača
- Veljun
- Vojnić
- Gornji Budački
- Donji Budački
- Dunjak
- Karlovac
- Kolarić
- Krstinjska
- Kordunski Ljeskovac
- Marindol
- Mašvina
- Močila
- Perjasica
- Poloj Primišlje
- Radovica
- Sadilovac
- Sjeničak
- Skrad Gornji
- Slunj
- Slušnica
- Tobolić
- Trebinja
- Tušilović
- Utinja
- Cvijanović Brdo

### Archidiaconé de Kostajnica-Dvor
- Brđani
- Vukoševački Brđani
- Šamarički
- Velika Graduša
- Dvor
- Drljače
- Dubica
- Živaja
- Žirovac
- Javnica
- Javoranj
- Jošavica
- Komogovina
- Kostajnica
- Kukuruzari
- Ljubina
- Meminska
- Mečenčanska
- Rujevac
- Svinica
- Slabinja
- Staro Selo
- Utolica
- Crkveni Bok
- Šakanlije
- Šegestin

### Archidiaconé de Lika

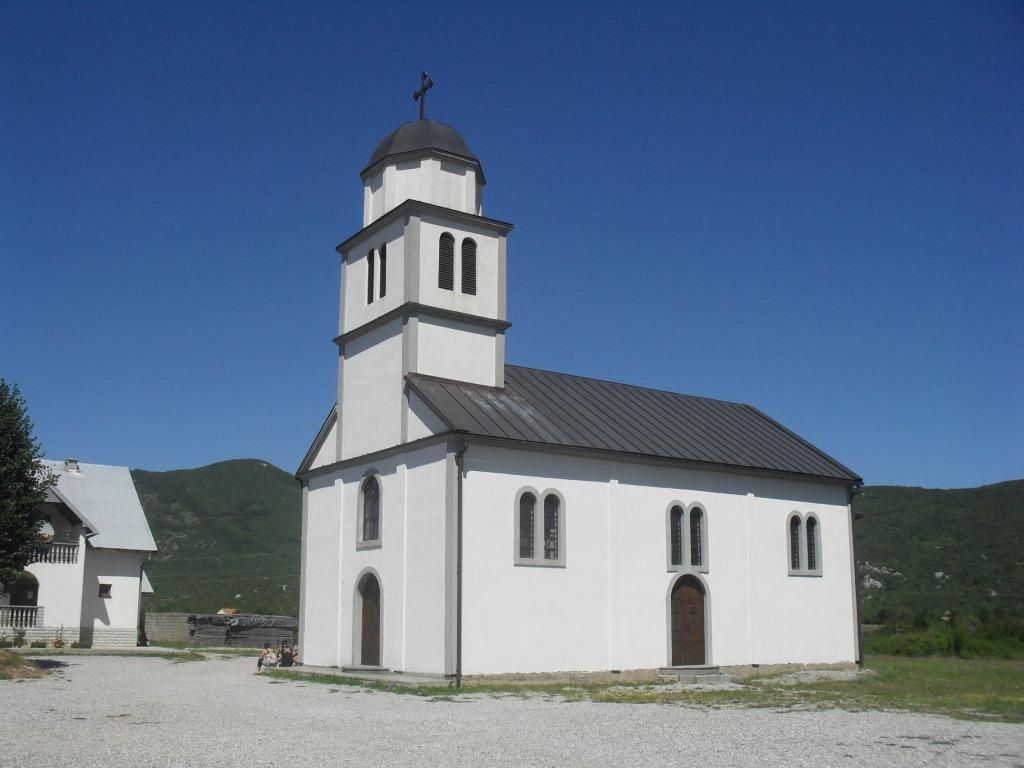
L'église de l'Ascension de Gračac

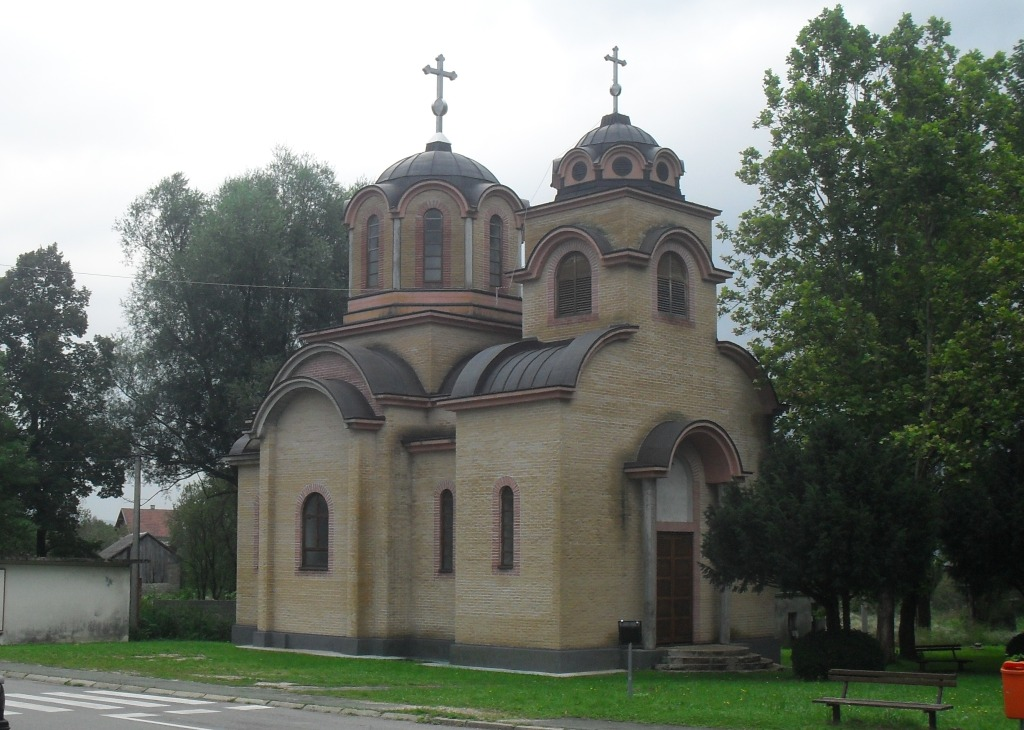
L'église de la Descente-du-Saint-Esprit de Donji Lapac

- Bjelopolje
- Lučani
- Brlog
- Bruvno
- Bunić
- Visuć
- Vrebac
- Vrelo Korenice
- Vodoteč
- Gornje Vrhovine
- Donje Vrhovine
- Gospić
- Gračac
- Dabar
- Debelo Brdo
- Divoselo
- Dobro Selo
- Doljani
- Lički Doljani
- Zalužnica
- Zrmanja
- Jošani
- Komić
- Korenica
- Kosinj
- Krbavica
- Donji Lapac
- Mazin
- Medak
- Mekinjar
- Mogorić
- Mutilić
- Nebljusi
- Osredci
- Ostrvica
- Otočac
- Ličko Petrovo Selo
- Ploča
- Podlapača
- Popina Velika
- Počitelj
- Pribudić
- Raduč
- Senj
- Smiljan
- Srb
- Srednja Gora
- Studenci
- Suvaja
- Švica
- Široka
- Škare
- Štikada

### Archidiaconé de Plaški

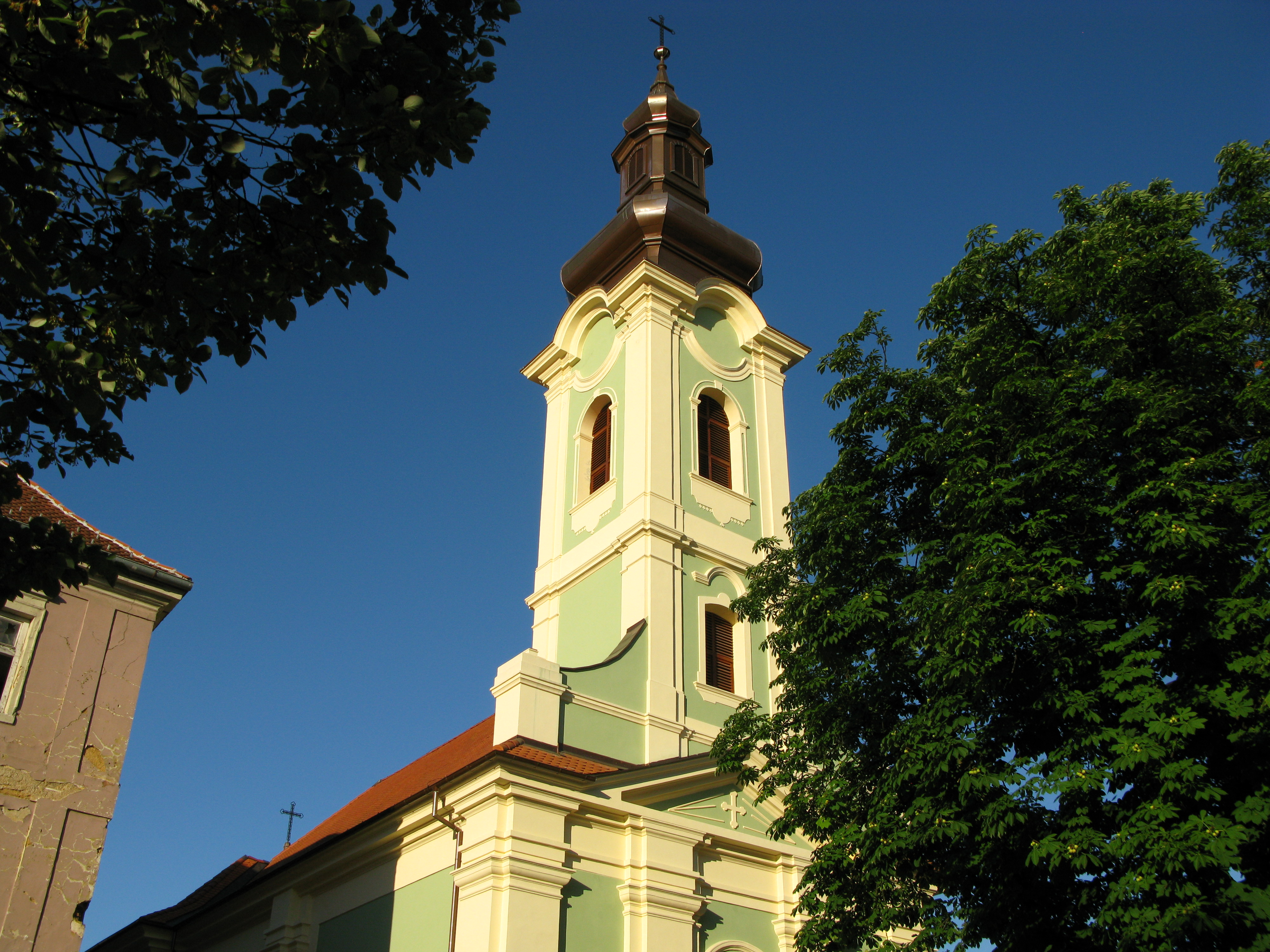
L'église Saint-Nicolas de Rijeka

- Drežnica
- Gornje Dubrave
- Dubrave
- Jasenak
- Lička Jasenica
- Munjava
- Ogulinska
- Peroj
- Plaški
- Ponikve
- Pula
- Rijeka
- Srpske Moravice
- Tržić
- Crikvenica

## Monastères
L'éparchie de Gornji Karlovac abrite les monastères suivants :
| Français                | Serbe cyrillique    | Datation            | Emplacement   | Photo |
| ----------------------- | ------------------- | ------------------- | ------------- | ----- |
| Monastère de Gomirje    | Манастир Гомирје    | 1600                | Gomirje       |       |
| Monastère de Komogovina | Манастир Комоговина | 1693                | Komogovina    |       |
| Monastère de Medak      | Манастир Медак      |                     | Medak         |       |
| Monastère de Gorica     | Манастир Горица     | Fin du XVIIe siècle | Donji Budački |       |